# Эшбах, Ллойд Артур
Ллойд Артур Эшбах (англ. Lloyd Arthur Eshbach; 20 июня 1910, Palm, Пенсильвания — 29 октября 2003, Myerstown, Пенсильвания) — американский писатель и издатель, работавший в области фантастики, один из создателей «малого книгоиздания» фантастики в США.

## Биография
Ллойд Артур Эшбах родился 20 июня 1910 года в городе Палм, штат Пенсильвания; вырос в городе Рединг. В возрасте 15 лет открыл для себя журнал «Argosy», а с появлением специализированного журнала фантастики «Amazing Stories» установил через него связи с другими любителями фантастики и сам начал писать рассказы.
Дебютировал в майском номере журнала «Air Wonder Stories» за 1930 год рассказом «Незримый разрушитель» («The Invisible Destroyer»). На протяжении 1930-х годов произведения Эшбаха публиковали журналы «Astounding Science Fiction», «Amazing Stories», «Wonder Stories», «Weird Tales», «Startling Stories» и «Strange Stories». В то же время он и сам предпринимал попытки организовать периодическое издание — известны выпускавшиеся им в 1931 году журналы «Marvel Tales» и «The Galleon», однако эти проекты были вскоре прекращены из-за недостатка финансирования. Тем не менее, это были первые журналы фантастики в США, выпущенные любителями фантастики не как фэнзины, а с претензией на профессионализм.
Более успешным оказалось издательство «Fantasy Press», которое Эшбах организовал в 1946 году специально для выпуска фантастики. До закрытия в 1950 году оно успело напечатать авторские книги Э. Э."Дока" Смита, Джона Кэмпбелла, Роберта Хайнлайна, Джека Уильямсона и других авторов — всего 32 названия. В 1952 году Эшбах основал другое издательство — «Polaris Press», но успел издать здесь всего две книги. После этого он отошел от издания фантастики и до 1975 года занимался выпуском и продажей религиозной литературы, а затем стал пастором местной евангелистской церкви.
Его первый (и единственный) сборник рассказов «Тиран времени» («The Tyrant of Time») был издан в 1955 году. В 1983 году Эшбах вернулся к фантастике и выпустил цикл романов под общим названием «Врата Люцифера» («Lucifer’s Gates»): «Земля по ту сторону Врат» («The Land Beyond the Gate», 1984), «Наплечник богов» («The Armlet of the Gods», 1986), «Скафская колдунья» («The Sorceress of Scath», 1988) и «Свиток Люцифера» («The Scroll of Lucifer», 1990).
В 1982 году Эшбах издал книгу мемуаров «За моим плечом: Отражения эпохи научной фантастики» («Over My Shoulder: Reflections on a Science Fiction Era», ISBN 978-1880418116).
Ллойд Артур Эшбах скончался 29 октября 2003 года в церковном доме престарелых в Майерстауне, штат Пенсильвания.

## Интересные факты
Рассказ Эшбаха «Голос из эфира» («A Voice from the Ether», 1931) при издании в переводе на русский язык был ошибочно приписан Джону Кэмпбеллу.